# Diagonalbyggnad
Diagonalbyggnad på kravellbyggda träfartyg eller båtar använd bordläggningskonstruktion med dubbla plankgångar och spant, varvid den inre läggs i 45° mot spanten och den yttre nästan i nästan rät vinkel mot den inre.
Diagonalbordläggning tillgår så att över ett mallställ till den blivande båten bordlägges först ett diagonalt lag och sedan utanpå detta ett annat vinkelrätt däremot, varefter mallstället borttages, båda lagen nitas tillsammans och bottenstockar, relingslister med mera monteras, men spant behövs inte. En båt som byggs på detta sätt kan inte ha några S-buktiga linjer. Därför är det särskilt lämpligt för fenbåtar, som har ganska fylliga linjer.